# جورج جی. فوگ
جورج جی. فوگ (به انگلیسی: George G. Fogg) سناتور سابق عضو حزب جمهوری‌خواه ایالات متحده آمریکا بود. وی در سال ۱۸۶۶ تا ۱۸۶۷ میلادی سناتور ایالت نیوهمپشایر در سنای ایالات متحده آمریکا بود.